# Tập đoàn Tata
Tập đoàn Tata là một trong những tập đoàn công ty lớn nhất của Ấn Độ có trụ sở tại Mumbai, Maharashtra, Ấn Độ. Nó có thu nhập năm 2005-2006 là 967,229 triệu rupi (21,9 tỷ USD) tương đương với 2.8% GDP của Ấn Độ và thị trường vốn khoảng 57,6 tỷ USD (chỉ 28 trong số 96 công ty trong tập đoàn Tata được niêm yết chứng khoán). Tập đoàn đã hoạt động trên hơn 40 quốc gia trên 6 lục địa, Sản phẩm xuất khẩu và dịch vụ của công ty đến hơn 140 quốc gia. Tập đoàn mang tên người thành lập là Jamshedji Tata, ông là chủ tịch tập đoàn và dẫn dắt công ty từ năm 1868.Tập đoàn có 96 công ty hoạt động trong 7 lĩnh vực thương mại.
Tập đoàn Tata đầu tư khoảng 3,5 tỷ USD vào lĩnh vực thép của Việt Nam.